# 11 май (площад)
Площад „11 май“ се намира пред Хуманитарната гимназия „Св. св. Кирил и Методий“ и едноименната църква в Пловдив. На площада се намира паметник на Св. св. Кирил и Методий.

## История
След Руско-турската освободителна война на мястото на старите турски махали „Табак хисар“ и „Кая меджид“ до река Марица в Пловдив възниква нова, българска, наречена „Копривщката“. В нея се заселват българи от подбалканските места. Скоро след това в новия квартал започва строителство на църква и училище.
На 11 май 1882 г. е положен основният камък на църква с тържество при служението на пловдивския митрополит Панарет и в присъствието на румелийския генерал-губернатор княз Алеко Богориди, на тогавашните директори-министри на областта и на руския генерален консул Кребел. Събраните през 1882 година средства дават възможност да започне строителство на храм по проект и под ръководството на арх. Йосиф Шнитер. През август 1884 г., храмът-паметник на Освобождението „Св. св. Кирил и Методий“ e бил осветен с тържествена архиерейска света литургия.
На 20 октомври 1885 г. в новия квартал е открита нова сграда на епархийското училище „Св. св. Кирил и Методий“, което е утвърдено като гимназия „Св. св. Кирил и Методий“. Сградата е проектирана от арх. Пиетро Монтани. Княз Александър I Батенберг присъства на откриването на сградата.
През 1996 г. пред гимназията е изграден паметник на Св. св. Кирил и Методий по проект на скулптура Петко Москов.
В съвременната историография се смята, че за първи път на 11 май 1851 г. в епархийското училище „Св. св. Кирил и Методий“ в Пловдив по инициатива на Найден Геров се отбелязва празника на създателите на глаголицата – Кирил и Методий. В днешно време 11 май се чества като църковен празник на Светите братя, докато 24 май е празник на българската просвета и култура. Поради това пространството между храма и сградата на гимназията, в миналото част от улица „Хан Кубрат“, носи името площад „11 май“.
По традиция началото на честването на 24 май в Пловдив всяка година започва от площад „11 май“ между двата духовни храма – училището и църквата. Обикновено след молебен, отците изнасят иконата на светите братя, а пред паметника се връчат отличия на пловдивски учители.